# Босна и Херцеговина на Летњим олимпијским играма 2004.
Босна и Херцеговина, коју представља Олимпијски комитет Босне и Херцеговине (ОК БиХ), послао је на Олимпијске игре 2004. у Атину екипу од 9 такмичара (7 мушких и 2 жене) који се такмичили у 8 спортова.
Заставу на отварању је носио стрелац Неџад Фазлија најстарији такмичар у екипи са 36 година. Најмлађа је била атлетичарка Јасминка Губер ‎ са 19 година.

### Спортисти Босне и Херцеговине по дисциплинама
| Спорт           | Мушкарци | Жене | Укупно |
| --------------- | -------- | ---- | ------ |
| Атлетика        | 1        | 1    | 2      |
| Кајак и кану ДВ | 1        | 0    | 1      |
| Пливање         | 1        | 0    | 1      |
| Стони тенис     | 1        | 0    | 1      |
| Стрељаштво      | 1        | 0    | 1      |
| Теквондо        | 1        | 0    | 1      |
| Тенис           | 0        | 1    | 1      |
| Џудо            | 1        | 0    | 1      |
| Укупно          | 7        | 2    | 9      |

Спортисти Босне и Херцеговине нису освојили медаљу.

## Резултати по дисциплинама

### Атлетика

#### Мушкарци
| Атлетичар        | Дисциплина | Група    | Група | Четвртфинале     | Четвртфинале     | Полуфинале       | Полуфинале       | Финале           | Финале           |
| Атлетичар        | Дисциплина | Резултат | Место | Резултат         | Место            | Резултат         | Место            | Резултат         | Место            |
| ---------------- | ---------- | -------- | ----- | ---------------- | ---------------- | ---------------- | ---------------- | ---------------- | ---------------- |
| Јасмин Салиховић | 800 м      | 1:49,59  | 80/90 | Није се пласирао | Није се пласирао | Није се пласирао | Није се пласирао | Није се пласирао | Није се пласирао |

#### Жене
| Атлетичарка    | Дисциплина | Група      | Група | Четвртфинале | Четвртфинале | Полуфинале        | Полуфинале        | Финале            | Финале            |
| Атлетичарка    | Дисциплина | Резултат   | Место | Резултат     | Место        | Резултат          | Место             | Резултат          | Место             |
| -------------- | ---------- | ---------- | ----- | ------------ | ------------ | ----------------- | ----------------- | ----------------- | ----------------- |
| Јасминка Губер | 1500 м     | 4:17,75 ЛР | 37/48 |              |              | Није се пласирала | Није се пласирала | Није се пласирала | Није се пласирала |

## Кајак/Кану

### Слалом

#### Мушкарци
| Кајакаш         | Дисциплина | Група  | Група | Полуфинале       | Полуфинале       | Финале           | Финале           | Детаљи |
| Кајакаш         | Дисциплина | Време  | Место | Време            | Место            | Време            | Место            | Детаљи |
| --------------- | ---------- | ------ | ----- | ---------------- | ---------------- | ---------------- | ---------------- | ------ |
| Емир Шаргановић | К-1        | 216,30 | 23/25 | Није се пласирао | Није се пласирао | Није се пласирао | Није се пласирао |        |

## Пливање

### Мушкарци
| Дисциплина     | Пливач      | Квалчификације | Квалчификације | Полуфинале       | Полуфинале       | Финале           | Финале           | Детаљи |
| Дисциплина     | Пливач      | Време          | Место          | Време            | Место            | Време            | Место            | Детаљи |
| -------------- | ----------- | -------------- | -------------- | ---------------- | ---------------- | ---------------- | ---------------- | ------ |
| 100 м слободно | Жељко Панић | 52,75 НР       | 3 - гр. 2      | Није се пласирао | Није се пласирао | Није се пласирао | Није се пласирао | 55/71  |

## Стони тенис

### Мушкарци

#### Појединачно
| Стонотенисер    | Дисциплина  | Коло 1                        | Коло 2                           | Коло 3             | Коло 4             | Четвртфинале       | Полуфинале         | Финале             |                  |
| Стонотенисер    | Дисциплина  | Противник Резултат            | Противник Резултат               | Противник Резултат | Противник Резултат | Противник Резултат | Противник Резултат | Противник Резултат |                  |
| --------------- | ----------- | ----------------------------- | -------------------------------- | ------------------ | ------------------ | ------------------ | ------------------ | ------------------ | ---------------- |
| Срђан Миличевић | Појединачно | Русел Лавал Аустрија Поб. 4−2 | Зоран Приморац Хрватска Пор. 1−4 | Није се пласирао   | Није се пласирао   | Није се пласирао   | Није се пласирао   | Није се пласирао   | Није се пласирао |

## Стрељаштво

#### Мушкарци
| Стрелац       | Дисциплина          | Квалификација | Квалификација | Финале           | Финале           | Плаасман         | Детаљи                                   |
| Стрелац       | Дисциплина          | Резултат      | Пласман       | Резултат         | Укупно           | Плаасман         | Детаљи                                   |
| ------------- | ------------------- | ------------- | ------------- | ---------------- | ---------------- | ---------------- | ---------------------------------------- |
| Неџад Фазлија | Ваздушна пушка 10 м | 587           | 35/47         | Није се пласирао | Није се пласирао | Није се пласирао | Архивирано на веб-сајту (10. април 2008) |
| Неџад Фазлија | МК пушка 50 м       | 585           | 44/46         | Није се пласирао | Није се пласирао | Није се пласирао | Архивирано на веб-сајту (10. април 2008) |
| Неџад Фазлија | тростав 50 м        | 1144          | 33/40         | Није се пласирао | Није се пласирао | Није се пласирао | Архивирано на веб-сајту (10. април 2008) |

## Теквондо

#### Мушкарци
| Такмичар     | Дисциплина | Коло 16 такмичара           | Четвртфинале       | Полуфинале         | Репасаж Полуфинале | Репасаж Финале     | Финале           | Пласман          | Детаљи                                     |
| Такмичар     | Дисциплина | Противник Резултат          | Противник Резултат | Противник Резултат | Противник Резултат | Противник Резултат | Финале           | Пласман          | Детаљи                                     |
| ------------ | ---------- | --------------------------- | ------------------ | ------------------ | ------------------ | ------------------ | ---------------- | ---------------- | ------------------------------------------ |
| Зоран Прерад | + 80 кг    | Ј. Гарсија Шпаница Пор 2-13 | Није се пласирао   | Није се пласирао   | Није се пласирао   | Није се пласирао   | Није се пласирао | Није се пласирао | Архивирано на веб-сајту (20. фебруар 2012) |

## Тенис

### Жене
| Тенисерка            | Диспилина   | 1 коло (64)           | 1 коло (64) | 2 коло (32)       | 2 коло (32)       | 3 коло (16)       | 3 коло (16)       | Четвртфинале      | Четвртфинале      | Полуфинале        | Полуфинале        | Финале            | Финале            | Финале  |
| Тенисерка            | Диспилина   | Противница            | Резултат    | Противница        | Резултат          | Противница        | Резултат          | Против.           | Рез.              | Против.           | Рез.              | Против.           | Рез.              | Пласман |
| -------------------- | ----------- | --------------------- | ----------- | ----------------- | ----------------- | ----------------- | ----------------- | ----------------- | ----------------- | ----------------- | ----------------- | ----------------- | ----------------- | ------- |
| Мервана Југић Салкић | појединачно | М. Е. Камерин Италија | И 4:6, 3:6  | Није се пласирала | Није се пласирала | Није се пласирала | Није се пласирала | Није се пласирала | Није се пласирала | Није се пласирала | Није се пласирала | Није се пласирала | Није се пласирала |         |

## Џудо

### Мушкарци
| Такмичар   | Дисциплина | Коло 64                | Коло 32          | Коло 16          | Четвртфинале     | Полуфинале       | Финале           | Финале           |
| Такмичар   | Дисциплина | Противник Рез.         | Противник Рез.   | Противник Рез.   | Противник Рез.   | Противник Рез.   | Противник Рез.   |                  |
| ---------- | ---------- | ---------------------- | ---------------- | ---------------- | ---------------- | ---------------- | ---------------- | ---------------- |
| Амел Мекић | +100 кг    | Косеји Инуји Јапан Пор | Није се пласирао | Није се пласирао | Није се пласирао | Није се пласирао | Није се пласирао | Није се пласирао |

1. ↑  „БиХ на ЛОИ 2004.”. Архивирано из оригинала 19. 05. 2011. г. Приступљено 05. 12. 2009.